# Protea eximia
Protea eximia (лат.) — кустарник или небольшое дерево, вид рода Протея (Protea) семейства Протейные (Proteaceae), эндемик Южной Африки. Встречается в горном финбоше на преимущественно кислых песчаных почвах. Цветок расположен на ости, покрытой пурпурно-чёрными бархатистыми волосками и заключённые в серию колец прицветников, которые имеют вид лепестков. Плод представляет собой густо опушённый орех, многие из которых вставлены на древесную основу.

## Ботаническое описание

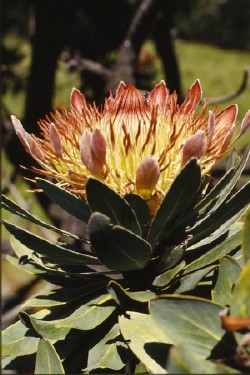
Соцветие Protea eximia

Protea eximia — прямостоячий редкоразветвлённый кустарник или небольшое дерево высотой 2-5 м и диаметром ствола до 300 мм. Цветоносные стебли 7-10 мм в диаметре, сначала опушённые, с возрастом становящиеся гладкими. Листья приплюснутые, 60-100 мм длиной, 30-65 мм шириной, от овальных до удлинённо-овальных, кончики острые; кожистые, нюдовый, сероватый. Соцветия в виде перевернутых шишек, длиной 100—140 мм, диаметром 80-120 мм в полностью открытом состоянии, в основании неглубокий конус, заострённый, шириной 25-30 мм, высотой 15-20 мм. Обволакивающие прицветники в 5-6 ряов, чётко дифференцированы на внешние и внутренние ряды, внешняя поверхность шелковистая; внешние ряды от овальных до широко вытянутого овала, шириной 10-15 мм, длиной 10-25 мм, кончики закруглены до острых, края реснитчатые, от зеленовато-жёлтого до желтовато-оранжевого цвета с широкими черноватыми краями; внутренний ряд заострённый или лопатообразный, шириной 8-15 мм и длиной 40-100 мм, от желтоватого оттенка у основания до бледно-малинового на концах.

## Распространение и местообитание
Protea eximia — эндемик Южной Африки. Этот вид протея был открыт Джеймсом Нивеном около 1805 года во время путешествия в горах Свартберх. В течение 5 лет этот вид выращивался в Капской провинции, а затем был экспортирован для выращивания в Европе. Protea eximia широко распространена на крайнем юге Африки вдоль прибрежных гор, от Вустера на западе до Порт-Элизабет на востоке. Вид встречается в самых разных местообитаниях, высотах и температурных режимах. Эта универсальность привела к тому, что вид выращивается и цветёт на север, вплоть до побережья Корнуолла в Великобритании.
Заросли этого протея в дикой природе могут быть практически непроходимыми. Такие популяции могут быть очень крупными и простираться на несколько километров в естественной среде обитания. Со временем происходит естественное прореживание этих насаждений. P. eximia цветёт в основном в августе, сентябре и октябре, но может начать цвести уже в июле и длиться до декабря. Крупные разноцветные соцветия этого вида — великолепное зрелище в больших и густых насаждениях.

## Культивирование
Protea eximia — один из самых простых в выращивании протеев. Его можно выращивать в самых разных средах обитания. Из семян он прорастет в течение 3 недель после посадки и быстро разрастется. Куст может начать цвести на второй год, но, как правило, цветение начинается на третий год. Он может достигать высоты ок. 1,5 м в течение восьми лет и лучше всего сажать этот вид небольшими тесными насаждениями, чтобы растения могли поддерживать друг друга. Листья могут повреждаться насекомыми-минёрами.